# Vasikkajärvet, Lappland
Vasikkajärvet är en sjö i Kiruna kommun i Lappland och ingår i Torneälvens huvudavrinningsområde. Sjön har en area på 0,0988 kvadratkilometer och ligger 348 meter över havet. Vasikkajärvet ligger i Pessinki fjällurskog Natura 2000-område.

## Delavrinningsområde
Vasikkajärvet ingår i det delavrinningsområde (757966-179272) som SMHI kallar för Mynnar i Kelojoki. Medelhöjden är 346 meter över havet och ytan är 17,46 kvadratkilometer. Det finns ett avrinningsområde uppströms, och räknas det in blir den ackumulerade arean 25,95 kvadratkilometer. Porattomajärvenjoki som avvattnar avrinningsområdet har biflödesordning 4, vilket innebär att vattnet flödar genom totalt 4 vattendrag innan det når havet efter 379 kilometer. Avrinningsområdet består mestadels av skog (51 procent) och sankmarker (46 procent). Avrinningsområdet har 0,42 kvadratkilometer vattenytor vilket ger det en sjöprocent på 2,4 procent.